# Mbaye Diagne (militair)
Mbaye Diagne (Senegal, 18 maart 1958 – Rwanda, 31 mei 1994) was een legerkapitein in het Senegalees leger. 
Ten tijde van de Rwandese Genocide in 1994 maakte hij als militair waarnemer deel uit van de UNAMIR-vredesmacht in Rwanda. Na de moord op premier Agathe Uwilingiyimana bracht hij diens vier kinderen in veiligheid in het Hôtel des Mille Collines. Daarop bracht hij in zijn eentje, ongewapend en tegen de bevelen in met zijn voertuig nog honderden anderen in veiligheid op deze locatie. Hij gebruikte daarbij sigaretten, drank, voedsel, geld en vlotte babbel om door controleposten van milities te komen.
Op 31 mei 1994 bracht hij alleen een boodschap van de Rwandese generaal Augustin Bizimungu naar UNAMIR-commandant Roméo Dallaire. Aan een controlepost vuurde het Rwandees Patriottisch Front een mortiergranaat op hem af. Die sloeg achter zijn terreinwagen in, maar hij was op slag dood door het shrapnel. Op het UNAMIR-hoofdkwartier werd een minuut stilte gehouden en op de luchthaven een korte parade. Daarop werd zijn lichaam gerepatrieerd naar Senegal, waar hij met militaire eer werd begraven. Hij liet een vrouw en twee kinderen na.
In 2014 stelde de VN-Veiligheidsraad de Kapitein Mbaye Diagnemedaille voor Uitzonderlijke Moed in om hem te eren. Het ereteken is bestemd voor personen die uitzonderlijke moed betonen terwijl ze op missie zijn in dienst van de Verenigde Naties.